# おは天
おは天（おはてん）とは、ウェザーニューズが携帯電話の動画配信サービス向けに制作・配信している動画気象情報番組。日本国内向けのほか、「台湾式おは天」・「韓国式おは天」があり、それぞれ台湾及び韓国の携帯電話でも配信されている。本稿では、主に日本向けのコンテンツについて記述する。

## 概要
- auのEZチャンネルに番組を提供したことがスタートのきっかけとなり[1]、その後3キャリアへ展開拡大を図った。
- 番組の収録は、配信の関係で前日の午後に全て千葉県千葉市美浜区の幕張テクノガーデンにある、ウェザーニューズ・グローバルセンター内WNI SITEのAスタジオ（クロマキーセット）で行っている。台湾版、韓国版も同所で収録している。番組の内容は、各エリア毎で若干内容は異なるものの、配信日の天気や季節の話題と配信日当日の当該エリアの天気概況、番組で取り上げられた話題に関連したウェザーニュース携帯サイトのコンテンツ紹介などとなっている。配信されてくる動画の長さは約50秒である。EZチャンネル対応端末では視聴したい地域の番組を個別に登録（端末内の最大登録番組数は3番組まで）する必要があったが、EZチャンネルプラス対応端末では、その端末の置かれている地域の番組が自動的に配信されてくるので、他地域の番組を視聴するにはEZチャンネルから番組を選択する必要がある。

## 配信チャネル

### 日本向け「おは天」
- 携帯電話向け
  - 国内主要3キャリア（NTTドコモ、au、ソフトバンク）のウェザーニュース公式サイト
  - NTTドコモのMusic&Videoチャネル
  - auのEZチャンネル及びEZチャンネルプラス
- インターネット（パソコン用サイト）
  - ウェザーニューズ公式サイト「おは天ch」

### 台湾向け「OHA!天氣」
- 携帯向け
  - | [icon] | この節の加筆が望まれています。 |
- インターネット（パソコン用サイト）
  - 台湾おは天公式ブログ(OHA!天氣影音Blog)にて配信されている。

## キャスターの公募

### 日本
11期までは、募集時期になると、インターネット上や各種オーディション情報雑誌などで募集要項が公開される。そして、PCサイトか携帯サイトからエントリー - 書類選考 - オーディション受験 - 一般投票 の流れであった。オーディションで各エリア7名が選ばれ、その中から携帯サイトの有料会員によるインターネット投票（PCからは受け付けていない）で各エリア上位2名が選出され、キャスターとなった。
12期では、従来オーディションで一般投票に進出する候補者を各エリア7名に絞り込んでいた部分が、自己PR動画撮影のみ（プレスリリース上の表記は「オーディション」のまま）となり、書類選考を通過した候補者すべてが一般投票の対象とされた。
「ケータイお天気キャスター・オーディション」という名称で始まったこの公募制は、2007年7月からは『Weathernews Update』が携帯電話で視聴できるほか、BSデジタル放送やCATVの番組でも放送されるようになったため、2007年9月から担当の第7期生募集からはオーディション名称が「ウェザーニュース・オーディション」に改められた。なお、2009年7月1日時点で、「今後はオーディションを不定期に開催」となり、募集告知ページの公開が終了となった。
オーディションが不定期開催になった理由について、ウェザーニューズからは特にコメントを発表や説明をしていないが、ウェザーニューズ取締役の石橋知博は自身のTwitter上にて、おは天卒業後に職業としてキャスターを追い求める人が増えたのが一因である事を明らかにしている。
なお、7つのエリア分けになってから（4期 - 12期生）は、各エリア（関東／近畿／中部／北海道／東北／中国・四国／九州・沖縄）出身の18歳から30歳までの女性を応募対象としていた。
2010年11月11日付のウェザーニュースキャスターブログにおいて、日本国内でのキャスター・オーディションを行う旨が発表された。今回は応募資格を18歳以上の男女を対象としているが、学生や芸能プロダクションなどの事務所に所属している人は応募不可となっている。

### 韓国・台湾
日本ではオーディションを中止していた間も、韓国式・台湾式おは天キャスターの募集・オーディションは継続されている。時期になるとインターネットサイト上で募集要項などが公開される。
- 韓国式 - ウェザーニュース韓国公式サイト
- 台湾式 - ウェザーニュース台湾公式サイト

## キャスターとしての出演終了後
「おは天」キャスター、ウェザーニュースキャスターの中には、任期終了後にウェザーニュースのBSデジタル放送や各地のCATVに配信されている「ウェザーニュース」や、ウェザーニューズが運営するインターネットでの24時間無料気象情報チャンネル「SOLiVE24」のキャスターをはじめ、各地の放送局のアナウンサーや契約キャスターになるなど、各種メディアでの活動を続ける者が多い。韓国式・台湾式おは天キャスターも同様で、帰国後地元で活躍を続けたり、中にはカン・ハンナの様に本番組の出演を機に日本での芸能活動を開始したキャスターもいる。また、李芝妍、應潔のように（日本の）SOLiVEキャスターに抜擢されるケースもある。

## 日本版の沿革
- 2004年（平成16年）
  - 4月8日 - KDDI「EZチャンネル」にて、初の天気チャンネル「ウェザーニュース」を配信開始した[7]。このときは全国版のみ存在した。番組内の決め台詞「今日の『おはよう』の挨拶に添える天気の一言『おは天』は……」[注 1]が、本コンテンツ名の由来である。
スカパー・CATV向け動画番組にも自ら出演していた同社取締役の石橋知博と、現在も当番組の演出である村田泰謁が制作を手がけ、『予報士などが解説するのではなく、例えるなら近所のパン屋のお姉さんが天気を教えてくれるような親しみやすさで』（村田）という方向性から、大学4年生のインターン時に前述の動画番組に出演し、翌2000年にWNIに入社した田口裕美がキャスターを務めた。後にオーディションで第1期生が決定するまで、田口は毎日登場[注 2]。以降も、2006年2月の2期生デビューまでキャスターを務めた。
  - 7月 - さらに付加価値のある情報料有料チャンネルとして新たなスタートを切った。（実際には2004年8月末まで無料キャンペーンを実施したので、課金は2004年9月から）
- 2005年（平成17年）
  - 9月 - 「ウェザーニュース（全国版）」に加え、「ウェザーニュース（地域版）」が関東（東京/神奈川/千葉/埼玉/栃木/群馬/茨城）、中部（静岡/愛知/岐阜/三重/長野/山梨/石川/富山/福井/新潟）、近畿（大阪/兵庫/京都/奈良/和歌山/滋賀）の3エリアで展開されるようになった。このころ、2005年11月から出演するお天気キャスター公募制とするため、上記3地域から各2名ずつ募集した[8]。
  - 11月1日 - キャスター選考を通過した6名が第1期生として番組に出演を開始した[9]。
  - 11月7日 - JR東日本の山手線を走るE231系の車内モニターに表示されるコンテンツ「トレインチャンネル」で、関東版キャスターの顔が出るようになった[10]。
- 2006年（平成18年）
  - 2月1日 - 1期生関東キャスターの長嶺加奈子が、番組内企画でサポーターから寄せられた詞を元に制作した楽曲を、東京・台場のライブハウス、ZEPP TOKYOにて披露[11]。「100円ライブ」として、携帯各社公式サイトの有料加入者が入場できる（当時は105円コースのみだった）形式をとった。
  - 2月14日 - 北日本版（北海道/青森/岩手/秋田/宮城/福島/山形）および西日本版（広島/岡山/山口/鳥取/島根/高知/愛媛/香川/徳島/福岡/佐賀/長崎/熊本/大分/宮崎/鹿児島/沖縄）の2エリアが創設され、第2期生は10名でデビューした[12]。
  - 6月1日 - 第3期生10名がデビューした[13]。
  - 9月4日 - 北日本版が北海道版と東北版に分割、また、西日本版が中国・四国版と九州・沖縄版に分割され、第4期生14名がデビューした。任期は2006年12月31日までで、この地域の枠組みは12期まで続いた[14][15]。
  - 9月21日 - 「EZチャンネルプラス」の情報バラエティ番組「EZ Today's ウォッチ プラス」にて、天気情報コーナー『おは天』を展開するようになった。「EZチャンネルプラス」では、「EZチャンネル」のように自分で受信したい地域の番組を登録するのではなく、その端末のある場所によってその地域の番組が自動的に配信されてくる仕組みとなった[16]。
  - 12月12日 - トレインチャンネルがJR新宿駅と渋谷駅の大型モニターでも流れるようになる。サービス開始セレモニーに関東版の宮島咲良キャスターとサポーターが参加した。
  - 12月26日 - トレインチャンネルがJR東日本の中央線快速を主に走るE233系でも流れるようになった[17]。
- 2007年（平成19年）
  - 1月1日 - 第5期生14名がデビューした。以降、4ヶ月毎に交代するサイクルが確立された[18]。
  - 2月22日 - この日から東北チャンネルに1名欠員が出たため、東北版おは天は2007年4月30日の任期終了まで13人全員で担当するようになった。
  - 4月23日 - トレインチャンネルが埼玉高速鉄道の2000系や埼玉高速鉄道の駅に設置されている大型モニター「Sai-Net Vision」[注 3]でも流れるようになった[19]。
  - 5月1日 - 第6期生14名がデビューした[20]。
  - 6月1日 - BSデジタル放送、ケーブルテレビにて放送されていた番組「お天気物語」にかわり、新しい動画天気番組「朝のウェザーニュース」「昼もウェザーニュース」「夜はウェザーニュース」放送開始。これら3番組は全国版であるが、7地域分割のショートコンテンツ「Weathernews Update」もスタート。こちらには現役おは天キャスターも出演している[21]。
  - 9月1日 - 第7期生13名がデビューした。なお、この期のキャスターを選出する一般投票の終了後に東北代表でデビューする予定だった1名が出演を辞退したため、最初から13人でスタートした[22]。
  - 12月3日 - 「EZ Today's ウォッチ プラス」の中のお天気番組が終了し、新たにEZチャンネルプラス内で「ウェザーニュース・おは天」がスタート。
  - 12月22日 - トレインチャンネルがJR東日本の京浜東北線と根岸線を走るE233系1000番台でも流れるようになった。こちらは従来の番組（静止画）とは異なり、動画コンテンツである[注 4][23]。
- 2008年（平成20年）
  - 1月1日 - 第8期生14名がデビューした。このころから関東のオーディション会場であるサンプル・ラボでも関東版の募集要項が掲示されるようになり、また、サンプル・ラボのweb会員から関東エリアの投票を受け付け、最終日に合算されるようになった[24]。
  - 5月1日 - 第9期生14名がデビューした[25]。
  - 9月1日 - 第10期生14名がデビューした[26]。
  - 12月16日 - キャスターの関東地区二次オーディションの、ネットによる完全ライブ中継を初めて実施[27]。
- 2009年（平成21年）
  - 1月1日 - 第11期生14名がデビューした[28]。
  - 4月12日 - 全地域の二次オーディションのネットによる完全ライブ中継を初めて実施[29]。
  - 5月1日 - 第12期生14名がデビューした[30]。
  - 7月1日 - 今後はオーディションを不定期に開催することになった。
  - 9月1日 - 第12期生の期間が終了。エリア分けをやめ「全国版おは天」として1番組のみ公開、従来通り前日午後に収録したものを配信している模様。引き続き7地区別となっている「Weathernews Update」と共に、SOLiVE24キャスターと、これまでのおは天キャスター卒業生から一部メンバーが出演している。
- 2010年（平成22年）
  - 7月1日 - トレインチャンネルが当日から運行開始した、JR東日本の京葉線を走るE233系5000番台でも流れるようになった[31]。
- 2011年（平成23年）
  - 3月31日 - トレインチャンネルへの情報提供を終了。これは、翌4月1日からのコンテンツ提供元が日本気象協会となったことから。
- 2012年（平成24年）
  - 3月31日 - 同日更新分を以て、EZチャンネルへの配信を終了。これは、EZチャンネル自体のサービス終了に先駆けてのこと。翌4月1日からは、山岸キャスター出演の「番組終了告知」が毎日配信されている。

## かつて出演していたキャスター
- 名前の順番は五十音順で、出演当時のもの。任期満了後に改名された方でWikipedia内リンクの設定をされている方は、リダイレクト先にリンク。
- 名前の太字は「ウェザーニュースLiVE」出演中の者。

|                                               | 北海道                  | 東北                  | 関東                  | 中部                  | 近畿                  | 中国・四国            | 九州・沖縄            |
| --------------------------------------------- | ----------------------- | --------------------- | --------------------- | --------------------- | --------------------- | --------------------- | --------------------- |
| 2005年11月1日 - 2006年2月13日のチャンネル区分 |                         |                       | 関東                  | 中部                  | 近畿                  |                       |                       |
| 1期生（2005年11月1日 - 2006年2月13日）        | 石田紗英子 長嶺加奈子   | 松本留衣子 吉村綾子   | 石上智恵子 渡辺りえこ |                       |                       |                       |                       |
| 2006年2月14日 - 同年9月3日のチャンネル区分    | 北日本                  | 北日本                | 関東                  | 中部                  | 近畿                  | 西日本                | 西日本                |
| 2期生（2006年2月14日 - 同年5月31日）          | 今野美里 宮里祥子       | 今野美里 宮里祥子     | 菊池真以 中村もえこ   | 樋田かおり 福島彩乃   | 西田絵梨香 藤原茉央   | 有川雅子 馬場あやか   | 有川雅子 馬場あやか   |
| 3期生（2006年6月1日 - 同年9月3日）            | 石橋佳奈 横谷知佳       | 石橋佳奈 横谷知佳     | 伊藤舞 井上晴香       | 白須慶子 永見佳織     | 森崎友紀 山田泰葉     | 屋宜加奈子 山本いつみ | 屋宜加奈子 山本いつみ |
| 2006年9月4日からのチャンネル区分              | 北海道                  | 東北                  | 関東                  | 中部                  | 近畿                  | 中国・四国            | 九州・沖縄            |
| 4期生（2006年9月4日 - 同年12月31日）          | 岩崎可苗 岡久亜由美     | 佐々木綾香 三浦絢乃   | 小野由貴 宮島咲良     | 竹田美代子 竹村りゑ   | 尼田真奈美 権藤陽子   | 藤本侑佑馨 三井りあ   | 池田佳代 内海愛子     |
| 5期生（2007年1月1日 - 同年4月30日）           | 大西暁子 山田真央       | 小野寺尚子 後藤詩乃   | 服部宏美 牧村麻美     | 朝本じゅん 林裕子     | 木島由利香 山本百合子 | 三好あかり 安井衣里   | 内田ひろみ 福永麻衣子 |
| 6期生（2007年5月1日 - 同年8月31日）           | 渋谷実由生 下河原由起子 | 伊藤りえ 佐藤千晶     | 田中みのり 松本あゆ美 | 早川実緒 山下佳代     | 松岡永里子 山中未来恵 | 尾崎倫子 城戸梨沙     | 今村有里 笹川苑子     |
| 7期生（2007年9月1日 - 同年12月31日）          | 瓜屋香織 横谷有紀       | 土田ひろ子            | 高野萌 西川里美       | 尾崎ななみ 川部絢子   | 柚希まゆ 吉田真葉     | 寺嶋華絵 浜崎慶美     | 牛島恵 長崎真友子     |
| 8期生（2008年1月1日 - 同年4月30日）           | 好咲有美 南波糸江       | 長橋彩子 肘井友里     | 小野英美 樋口奈津子   | 大川みなみ 母袋日登見 | 東彩加 竹中千雅       | 大塚春香 沖田愛       | 神谷美寿々 笹川歩子   |
| 9期生（2008年5月1日 - 同年8月31日）           | 上遠野紗織 田中聡美     | 大久保育世 鈴木菜々   | 青木麻美 井上すみれ   | 加藤亜衣 須見愛       | 東ユリ 大谷咲子       | 角島奈知 楪望         | 大竹真由 香山智里     |
| 10期生（2008年9月1日 - 同年12月31日）         | 工藤菜々絵 平塚咲子     | 佐藤美樹 成海亜紀     | 石神陽子 山岸愛梨     | 武裕美 田中美都子     | 江川清音 牧野結美     | 日浦美保 堀田奈津水   | 内田奈々子 四俣萌美   |
| 11期生（2009年1月1日 - 同年4月30日）          | 熊谷あかね 澤田雅代     | 石井美穂子 石川理津子 | 熊本杏奈 椎名桃子     | 岩田さち 清水亜里沙   | 中谷真由香 原田桜怜   | 野田紗希 堀江真子     | 樋口靖子 山口智美     |
| 12期生（2009年5月1日 - 同年8月31日）          | 大野かなこ 村山文英     | 軽部明香里 津川智香子 | 大澤有紗 宮本理沙     | 鍋島のぞみ 皆本侑樹   | 築山可奈 山岡由実     | 佐々木実季 羽田藍花   | 柴田麻美 比嘉夏希     |

2009年9月 - 2010年3月
オーディションが休止となったために、これ以降はSOLiVE24キャスターを中心としたウェザーニュースキャスターが日替わりで担当する様になった。
- 月曜日 - 大澤有紗
- 火曜日 - 小野英美
- 水曜日 - 山岸愛梨
- 木曜日 - 林裕子[注 14]
- 金曜日 - 田中みのり
- 土曜日 - 堀田奈津水
- 日曜日 - 李芝妍（LEE Jee Youn、ジオン）・應潔（YING Chieh、チェイ）（交代で担当）

2012年3月の配信終了直前に担当していたキャスター
- 江川清音
- 小野英美
- 河村さやか
- 木島由利香
- 澤田南
- 堀田奈津水
- 山岸愛梨
- 横町藍

※配信終了時、全員SOLiVE24キャスター。ただし、横町はディレクター兼務。

## キャスターの待遇
以下は、日本のおは天キャスターの場合である。募集の際、オーディションch.などに条件が明記される。
- 出演期間は、約4ヶ月間。
- 給与は、月額20万円が出演費用として支給される。
- 給与とは別に必要に応じ、スタジオ付近のマンスリーマンションが用意される。
- 休暇は、週休二日制。

韓国式・台湾式キャスターの条件は、各国ウェザーニュースサイトの「オーディションch.」に記載される。

## キャスターの業務
「おは天」への出演以外の周辺業務も、キャスターの業務に含まれる。

### 各国式共通
- おは天ブログに掲載する文章の制作及び、アップロードする写真のモデル。

### 韓国式・台湾式キャスター
「おは天」以外に、以下の番組にも出演する。
- 韓国語・中国語による「日本の天気」動画天気予報番組
  - 収録した番組は、ウェザーニュース日本・韓国・台湾の各公式ページから閲覧出来る他、『SOLiVE Asia』の2時台、BS910chの3時台に挿入され放送される。
- 「天気の力」（各国版および日本語版） - なお、こちらはOGが出演することもある。
- 卒業時などは『SOLiVE Asia』にゲスト出演することもある。